# Déborah François
Déborah François (n. 24 mai 1987, Rocourt⁠(d), Valonia, Belgia) este o actriță din Belgia.

## Filmografie

### Filme
- 2005 : L'Enfant : Sonia
- 2006 : La Tourneuse de pages : Mélanie Prouvost
- 2007 : Les Fourmis rouges : Alex
- 2007 : L'Été indien : Suzanne
- 2008 : Les Femmes de l'ombre : Gaëlle
- 2008 : Le Premier Jour du reste de ta vie : Fleur
- 2009 : London Nights : Vera
- 2009 : Fais-moi plaisir : Aneth
- 2009 : My Queen Karo : Dalia
- 2010 : Memories Corner : Ada
- 2011 : Le Moine : Valerio
- 2011 : Les Tribulations d'une caissière : Solweig
- 2012 : Populaire: Rose Pamphyle
- 2013 : Il est parti dimanche

### Televiziune
- 2007 : Dombais et fils : Florence Dombais
- 2008 : Ah, c'était ça la vie ! : Julie
- 2010 : Mes chères études : Laura
- 2013 : C'est pas de l'amour : Laëtitia